# 威廉·愛德華·史都瑞
威廉·愛德華·史都瑞 (1850年月29日—1930年3月10日 )是一位美國數學家。他的導師是费利克斯·克萊因以及
卡尔·诺伊曼.

## 外部連結
- MacTutor biography
- WorldCat 聯合目錄中威廉·愛德華·史都瑞的著作或與之相關的著作
- 威廉·愛德華·史都瑞在數學譜系計畫的資料。